# Kleingebiet Sásd

Lage des Kleingebiets Sásd (rot) im Komitat Baranya

Das Kleingebiet Sásd (ungarisch Sásdi kistérség) war bis Ende 2012 eine ungarische Verwaltungseinheit (LAU 1) innerhalb des Komitats Baranya in Südtransdanubien. Im Zuge der Verwaltungsreform Anfang 2013 wurden 25 Ortschaften in den neu geschaffenen Kreis Hegyhát (ungarisch Hegyháti járás) mit dem Verwaltungssitz Sásd übernommen. Die Gemeinden Bikal und Oroszló wurden dem Kreis Komló (ungarisch Komlói járás) zugeordnet.
Ende 2012 lebten 13.737 Einwohner auf einer Fläche von 383,87 km², Verwaltungssitz war die Stadt Sásd.

## Städte
- Mágocs (2.376 Ew.)
- Sásd (3.165 Ew.)

## Gemeinden
Folgende 25 Gemeinden (ungarisch község) gehörten zum Kleingebiet Sásd:
| Ág         | Alsómocsolád  | Bakóca   | Baranyajenő  | Baranyaszentgyörgy |
| Bikal      | Felsőegerszeg | Gerényes | Gödre        | Kisbeszterce       |
| Kishajmás  | Kisvaszar     | Mekényes | Meződ        | Mindszentgodisa    |
| Nagyhajmás | Oroszló       | Palé     | Szágy        | Tarrós             |
| Tékes      | Tormás        | Varga    | Vásárosdombó | Vázsnok            |